# Дідівка (Чугуївський район)
Ді́дівка — село в Україні, у Старосалтівській селищній територіальній громаді Чугуївського району Харківської області. Населення становить 22 особи. (2015 рік)

## Географія
Село Дідівка знаходиться на початку балки Писарів Яр, по якій протікає пересихаючий струмок на якому зроблено загата, за 2,5 км від річки Хотімля, на відстані 2 км розташовані села Середівка, Томахівка і Паськівка. Поруч із селом невеликий лісовий масив (дуб).

## Історія
12 червня 2020 року, відповідно до розпорядження Кабінету Міністрів України № 725-р «Про визначення адміністративних центрів та затвердження територій територіальних громад Харківської області», село увійшло до складу  Старосалтівської селищної громади.
19 липня 2020 року в результаті адміністративно-територіальної реформи та ліквідації Вовчанського району увійшло до Чугуївського району.